# Lestelle-de-Saint-Martory
Lestelle-de-Saint-Martory è un comune francese di 431 abitanti situato nel dipartimento dell'Alta Garonna nella regione dell'Occitania.

## Società

### Evoluzione demografica
Abitanti censiti